# 60Y busz (Szeged)
A szegedi 60Y jelzésű autóbusz a Mars tér (Szent Rókus tér) és Szőreg, malom között közlekedik A vonalat a Volánbusz Zrt. üzemelteti.
A 67Y busz betétjárata. Vele hasonló, de Újszegeden és Szőregen eltérő útvonalon közlekedik a 60-as és a 67-es autóbusz, összehangolt menetrend szerint.

## Története
2012. április 10-étől a járat útvonalát lerövidítették, Szőregtől csak az Újszeged, gyermekkórházig járt  szombaton délután és vasárnapokon. A lakosok tiltakozása miatt 2012. november 1-jétől az útvonalat visszaállították, de ritkábban járnak a buszok.
2016. június 16-tól egyes indulásait átvette a 67Y-os jelzésű busz, amely a 60Y-os vonal meghosszabbítása Kiskundorozsma, Sziksósfürdő végállomásig.

## Útvonala
| Szőreg, malom felé | Mars tér (Szent Rókus tér) felé |
| --- | --- |
| Mars tér (Szent Rókus tér) vá. – Bartók tér – Széchenyi tér – Belvárosi híd – Székely sor – Temesvári körút – Szőregi út – Makai út – Magyar utca – Gőzmalom utca – Szőreg, malom vá. | Szőreg, malom vá. – Gőzmalom utca – Magyar utca – Makai út – Szőregi út – Temesvári körút – Székely sor – Belvárosi híd – Széchenyi tér – Bartók tér – Mars tér (Szent Rókus tér) vá. |

## Megállóhelyei
Az átszállási kapcsolatok között az azonos útvonalon közlekedő 67Y busz nincs feltüntetve!
| 0  | Mars tér (Szent Rókus tér) végállomás                   | 24 | 1, 2 5, 7, 7A, 9, 19 7F, 21, 60, 64, 67, 70, 71, 71A, 72, 72A, 73, 73Y, 74, 75, 76, 76Y, 77, 77A, 77Y, 78, 78A, 79H Helyközi buszok 1374, 1375, 1441, 1503, 1504, 1506, 1507, 1510, 1513, 1515, 1516, 1517, 1518, 1841 |
| 1  | Mars tér (autóbusz-állomás) (↓) Mars tér (üzletsor) (↑) | 23 | 1, 2 5, 7, 7A, 9, 19 7F, 21, 60, 64, 67, 70, 71, 71A, 72, 72A, 73, 73Y, 74, 75, 76, 76Y, 77, 77A, 77Y, 78, 78A, 79H Helyközi buszok 1374, 1375, 1441, 1503, 1504, 1506, 1507, 1510, 1513, 1515, 1516, 1517, 1518, 1841 |
| 2  | Bartók tér                                              | ∫  | 5, 7, 7A, 9, 19 60, 67, 70, 71, 71A, 72, 72A, 74, 76, 76Y |
| ∫  | Centrum Áruház (Mikszáth utca)                          | 22 | 3, 3F, 4 5, 7, 7A, 8, 9, 10, 19 20, 24, 60, 67, 70, 71, 71A, 72, 72A, 74, 76, 76Y |
| 4  | Széchenyi tér (Kelemen utca)                            | 20 | 1, 2 5, 7, 7A, 9, 19 32, 60, 67, 70, 71, 71A, 72, 72A, 74 |
| 7  | Torontál tér (P+R)                                      | 18 | 5, 7 60, 67, 70, 72, 72A |
| 8  | Sportcsarnok (Székely sor)                              | 15 | 60, 67, 72, 72A, 84, 90 Helyközi buszok |
| 10 | Diófa utca (Szőregi út)                                 | 14 | Helyközi buszok |
| 12 | Aranyosi utca                                           | 13 | Helyközi buszok |
| 14 | Kamaratöltés                                            | 11 | 60, 67 Helyközi buszok |
| 15 | Kavics utca                                             | 10 | 60, 67 |
| 16 | Napfény köz                                             | 9  | 60, 67 Helyközi buszok |
| 17 | Barázda utca                                            | 8  | 60, 67 |
| 18 | Szőreg, ABC                                             | 7  | 60, 67 Helyközi buszok |
| 19 | Iskola utca                                             | 5  | |
| 20 | Vaspálya utca                                           | 4  | |
| 21 | Rózsatő utca (Magyar utca)                              | 3  | |
| 22 | Gyár utca (Magyar utca)                                 | 2  | |
| 23 | Gőzmalom utca                                           | 1  | |
| 24 | Szőreg, malom végállomás                                | 0  | 60, 67 Helyközi buszok |